# ۸۴۲ (خورشیدی)
۸۴۲ هشتصد و چهل و دومین سال هجری خورشیدی است.